# Bahamadia
Bahamadia, właściwie Antonia D. Reed (ur. 22 kwietnia 1966 w Filadelfii w stanie Pensylwania) – amerykańska raperka.
Zanim skończyła 14 lat była już „prywatkowym” DJ-em i wtedy też zaczęła układać pierwsze rymy. Związana była z kilkoma niedużymi wytwórniami, zanim udało jej się wydać pierwszego singla. W 1993 r. zdobyła lokalną sławę dzięki „Funk Vibe”, utworowi wydanemu przez Seventh Dimension.
Zaintrygował on Guru z zespołu Gang Starr, który ostatecznie pomógł zaistnieć Bahamadii na szerszych wodach. Współpraca z Guru i DJ Premierem, już w ramach Gang Starr Foundation, zaowocowała w 1994 r. kolejnym singlem „Total Wreck”, a później nagraniem „Respect The Architect”, które znalazło się na „Jazzmatazz Vol. II” Guru.
Album Kollage został wyprodukowany m.in. przez Gum, DJ Premiera, Beatminerz i The Roots. Rymy Bahamadii spotkały się z ogromnym uznaniem publiczności hiphopowej.

## Koncerty w Polsce
- 24 marca 2008, Warszawa, klub The Fresh[2]

## Dyskografia
- Kollage (Chrysalis 19 marca 1996)
- BB Queen (Good Vibe Recordings 25 lipca 2000)
- Good Rap Music (B-Girl Freedom Records[3] 8 stycznia 2006)
- Here (B-Girl Freedom Records[4] 24 czerwca 2010)